# John Wallis
John Wallis (23 tháng 11 năm 1616 – 28 tháng 10 năm 1703) là nhà toán học người Anh. Ông được biết đến như là người tiên phong trong nghiên cứu về các đại lượng vô cùng bé và cũng là người đầu tiên sử dụng ký hiệu ∞ để chỉ vô cực.
Khi nỗ lực tìm lời giải cho bài toán cầu phương hình tròn Wallis đã tìm ra công thức có liên quan đến số pi, công thức này ngày nay mang tên ông:
{\displaystyle {\frac {\pi }{4}}={\frac {2^{2}\cdot 4^{2}\cdot 6^{2}\cdot 8^{2}\cdot 10^{2}}{3^{2}\cdot 5^{2}\cdot 7^{2}\cdot 9^{2}\cdot 11^{2}}}\cdots }
Năm 1655, John Wallis cho xuất bản tác phẩm Phương pháp mới nghiên cứu thiết diện cônic, trong đó ông khảo sát các tiết diện cônic bằng phương pháp tọa độ của Descartes.

## Tiểu sử
John Wallis sinh ra ở Ashford, Kent, là người con thứ 3 trong 5 người con của Reverend John Wallis và Joanna Chapman. Khi còn nhỏ ông được gửi vào học ở trường của địa phương nhưng sau đó chuyển đến trường khác ở Tenterden vào năm 1625. Năm 1631 lần đầu tiên ông được tiếp xúc với toán học và tỏ ra rất thích thú tuy nhiên việc học của ông lại khá thất thường.

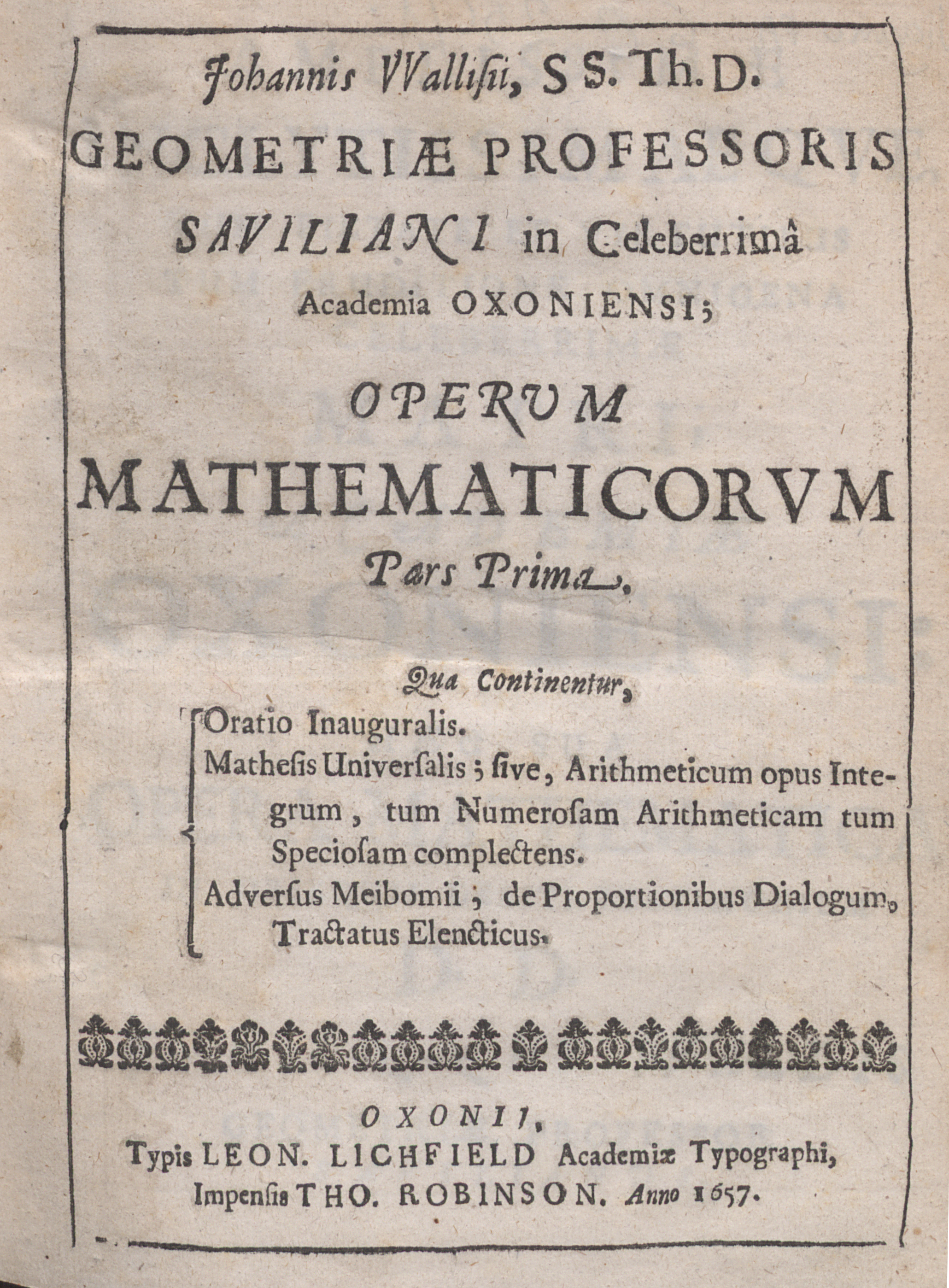
Opera mathematica, 1657